# Мбає Діань (футболіст)
Мбає Діань (фр. Mbaye Diagne, нар. 28 жовтня 1991, Дакар) — сенегальський футболіст, нападник турецького клубу «Фатіх Карагюмрюк» і національної збірної Сенегалу.

## Клубна кар'єра
Народився 28 жовтня 1991 року в місті Дакар. Вихованець юнацької команди футбольного клубу «Брандіццо».
У дорослому футболі дебютував 2011 року виступами за команду клубу «Брандіццо», в якій провів один сезон, взявши участь у 30 матчах чемпіонату.  Більшість часу, проведеного у складі У складі, був основним гравцем атакувальної ланки команди. У складі У складі був одним з головних бомбардирів команди, маючи середню результативність на рівні 0,9 голу за гру першості.
Своєю грою за цю команду привернув увагу представників тренерського штабу клубу «Бра», до складу якого приєднався 2012 року. Відіграв за команду наступний сезон своєї ігрової кар'єри. Граючи у складі також здебільшого виходив на поле в основному складі команди. В новому клубі був серед найкращих голеодорів, відзначаючись забитим голом в середньому щонайменше у кожній третій грі чемпіонату.
2013 року уклав контракт з клубом «Ювентус», у складі якого не провів жодного матчу та був відданий в оренду. В якій провів з 2013 по 2015 роки виступав за команди «Аяччо», «Льєрс», «Аль-Шабаб» та «Вестерло».
З 2015 року один сезон захищав кольори команди угорського клубу «Уйпешт». І в цій команді продовжував регулярно забивати, в середньому 0,79 рази за кожен матч чемпіонату.
Протягом 2016—2017 років захищав кольори команди клубу «Тяньцзінь Теда».
З 2017 року два сезони захищав кольори команди клубу «Касимпаша». І в цій команді продовжував регулярно забивати, в середньому 0,94 рази за кожен матч чемпіонату.
До складу клубу «Галатасарай» приєднався 31 січня 2019 року, контракт розрахований на чотири роки до літа 2023 року.
2 вересня 2019 року на правах оренди перейшов до бельгійського клубу «Брюгге». 
29 січня 2021 року перейшов і також на правах оренди до англійського клубу «Вест-Бромвіч Альбіон». 14 лютого 2021 року сенегалець відзначився першим голом у складі «дроздів» у матчі проти «Манчестер Юнайтед», гра завершилась внічию 1–1.

## Виступи за збірну
2018 року дебютував в офіційних матчах у складі національної збірної Сенегалу.

## Статистика виступів

### Статистика клубних виступів
| Сезон                    | Команда                  | Чемпіонат                | Чемпіонат | Чемпіонат | Національний кубок | Національний кубок | Національний кубок | Континентальні кубки | Континентальні кубки | Континентальні кубки | Інші змагання | Інші змагання | Інші змагання | Усього | Усього |
| Сезон                    | Команда                  | Ліга                     | Ігор      | Голів     | Ліга               | Ігор               | Голів              | Ліга                 | Ігор                 | Голів                | Ліга          | Ігор          | Голів         | Ігор   | Голів  |
| ------------------------ | ------------------------ | ------------------------ | --------- | --------- | ------------------ | ------------------ | ------------------ | -------------------- | -------------------- | -------------------- | ------------- | ------------- | ------------- | ------ | ------ |
| 2011–12                  | Брандіццо                | 1Кат.                    | 30        | 27        | -                  | -                  | -                  | -                    | -                    | -                    | -             | -             | -             | 30     | 27     |
| 2012–13                  | Бра                      | D                        | 29        | 23        | CI-D               | 0                  | 0                  | -                    | -                    | -                    | -             | -             | -             | 29     | 23     |
| 2013–14                  | Аяччо                    | Л1                       | 0         | 0         | КФ+КЛ              | 0+0                | 0                  | -                    | -                    | -                    | -             | -             | -             | 0      | 0      |
| 2014                     | Льєрс                    | Л1                       | 7+4       | 4+3       | КБ                 | 0                  | 0                  | -                    | -                    | -                    | -             | -             | -             | 11     | 7      |
| 2014-2015                | Аль-Шабаб                | СПЛ                      | 2         | 0         | СКП                | 0                  | 0                  | -                    | -                    | -                    | СС+КК         | 1+0           | 0             | 3      | 0      |
| 2015                     | Вестерло                 | Л1                       | 5+6       | 2+1       | КБ                 | 0                  | 0                  | -                    | -                    | -                    | -             | -             | -             | 11     | 3      |
| 2015 - січ.2016          | «Уйпешт»                 | NB I                     | 14        | 11        | MK                 | 2                  | 0                  | -                    | -                    | -                    | -             | -             | -             | 16     | 11     |
| 2016                     | «Тяньцзінь Теда»         | КС                       | 27        | 9         | КК                 | 1                  | 0                  | -                    | -                    | -                    | -             | -             | -             | 28     | 9      |
| 2017                     | «Тяньцзінь Теда»         | КС                       | 17        | 6         | КК                 | 0                  | 0                  | -                    | -                    | -                    | -             | -             | -             | 17     | 6      |
| Усього за Тяньцзінь Теда | Усього за Тяньцзінь Теда | Усього за Тяньцзінь Теда | 44        | 15        |                    | 1                  | 0                  |                      | -                    | -                    |               | -             | -             | 45     | 15     |
| січ.-чер. 2018           | «Касимпаша»              | СЛ                       | 17        | 12        | КТ                 | 0                  | 0                  | -                    | -                    | -                    | -             | -             | -             | 17     | 12     |
| 2018-січ. 2019           | «Касимпаша»              | СЛ                       | 17        | 20        | КТ                 | 2                  | 0                  | -                    | -                    | -                    | -             | -             | -             | 19     | 20     |
| Усього за Касимпаша      | Усього за Касимпаша      | Усього за Касимпаша      | 34        | 32        |                    | 2                  | 0                  |                      | -                    | -                    |               | -             | -             | 36     | 32     |
| січ.-вер. 2019           | «Галатасарай»            | СЛ                       | 15        | 10        | КТ                 | 3                  | 1                  | ЛЧ                   | 2                    | 0                    | СКТ           | 0             | 0             | 20     | 11     |
| 2019-2020                | Брюгге                   | D1                       | 6         | 4         | КБ                 | 1                  | 0                  | ЛЧ                   | 2                    | 0                    | -             | -             | -             | 9      | 4      |
| 2020-січ. 2021           | «Галатасарай»            | СЛ                       | 15        | 9         | КТ                 | 1                  | 0                  | ЛЄ                   | 3                    | 2                    | -             | -             | -             | 19     | 11     |
| січ.-чер. 2021           | «Вест-Бромвіч Альбіон»   | ПЛ                       | 16        | 3         | КА+КФЛ             | 0                  | 0                  |                      | -                    | -                    |               | -             | -             | 16     | 3      |
| 2021-2022                | «Галатасарай»            | СЛ                       | 14        | 2         | КТ                 | 0                  | 0                  | ЛЧ+ЛЄ                | 1+8                  | 1+1                  | -             | -             | -             | 23     | 4      |
| Усього за Галатасарай    | Усього за Галатасарай    | Усього за Галатасарай    | 44        | 21        |                    | 4                  | 1                  |                      | 14                   | 4                    |               | 0             | 0             | 62     | 26     |
| Усього за кар'єру        | Усього за кар'єру        | Усього за кар'єру        | 240       | 143       |                    | 9                  | 1                  |                      | 16                   | 4                    |               | 1             | 0             | 266    | 148    |

### Статистика виступів за збірну
| Дата       | Місто        | Господарі  | Результат  | Гості    | Турнір                                      | Голи | Примітки |
| ---------- | ------------ | ---------- | ---------- | -------- | ------------------------------------------- | ---- | -------- |
| 9-9-2018   | Антананаріву | Мадагаскар | 2 – 2      | Сенегал  | Відбір до Кубка африканських націй 2019     | -    | 90'      |
| 13-10-2018 | Дакар        | Сенегал    | 3 – 0      | Судан    | Відбір до Кубка африканських націй 2019     | -    | 74'      |
| 16-10-2018 | Хартум       | Судан      | 0 – 1      | Сенегал  | Відбір до Кубка африканських націй 2019     | -    | 60'      |
| 26-3-2019  | Дакар        | Сенегал    | 2 – 1      | Малі     | товариський матч                            | -    | 59'      |
| 16-6-2019  | Ісмаїлія     | Сенегал    | 1 – 0      | Нігерія  | товариський матч                            | -    | 70'      |
| 27-6-2019  | Каїр         | Сенегал    | 0 – 1      | Алжир    | Кубок африканських націй 2019 - 1-й етап    | -    | 73'      |
| 5-7-2019   | Каїр         | Уганда     | 0 – 1      | Сенегал  | Кубок африканських націй 2019 - 1/8 фіналу  | -    | 85'      |
| 10-7-2019  | Каїр         | Сенегал    | 1 – 0      | Бенін    | Кубок африканських націй 2019 - чвертьфінал | -    | 64'      |
| 14-7-2019  | Каїр         | Сенегал    | 1 – 0 д.ч. | Туніс    | Кубок африканських націй 2019 - півфінал    | -    | 63'      |
| 19-7-2019  | Каїр         | Сенегал    | 0 – 1      | Алжир    | Кубок африканських націй 2019 - фінал       | -    | 75'      |
| 30-3-2021  | Тієс         | Сенегал    | 1 – 1      | Есватіні | Відбір до Кубка африканських націй 2021     | -    | 73'      |
| Усього     |              | Матчів     | 11         |          | Голів                                       | 0    |          |

## Титули і досягнення
- Володар Суперкубка Саудівської Аравії (1):

«Аш-Шабаб»: 2014
- Володар Кубка Туреччини (1):

«Галатасарай»: 2018–19
- Чемпіон Туреччини (1):

«Галатасарай»: 2018–19
- Володар Суперкубка Туреччини (1):

«Галатасарай»: 2019
- Найкращий бомбардир Чемпіонату Туреччини (1):

«Галатасарай»: 2018–19
- Чемпіон Бельгії (1):

«Брюгге»: 2019–20
Збірні
- Срібний призер Кубка африканських націй: 2019